# Pont de Libeň

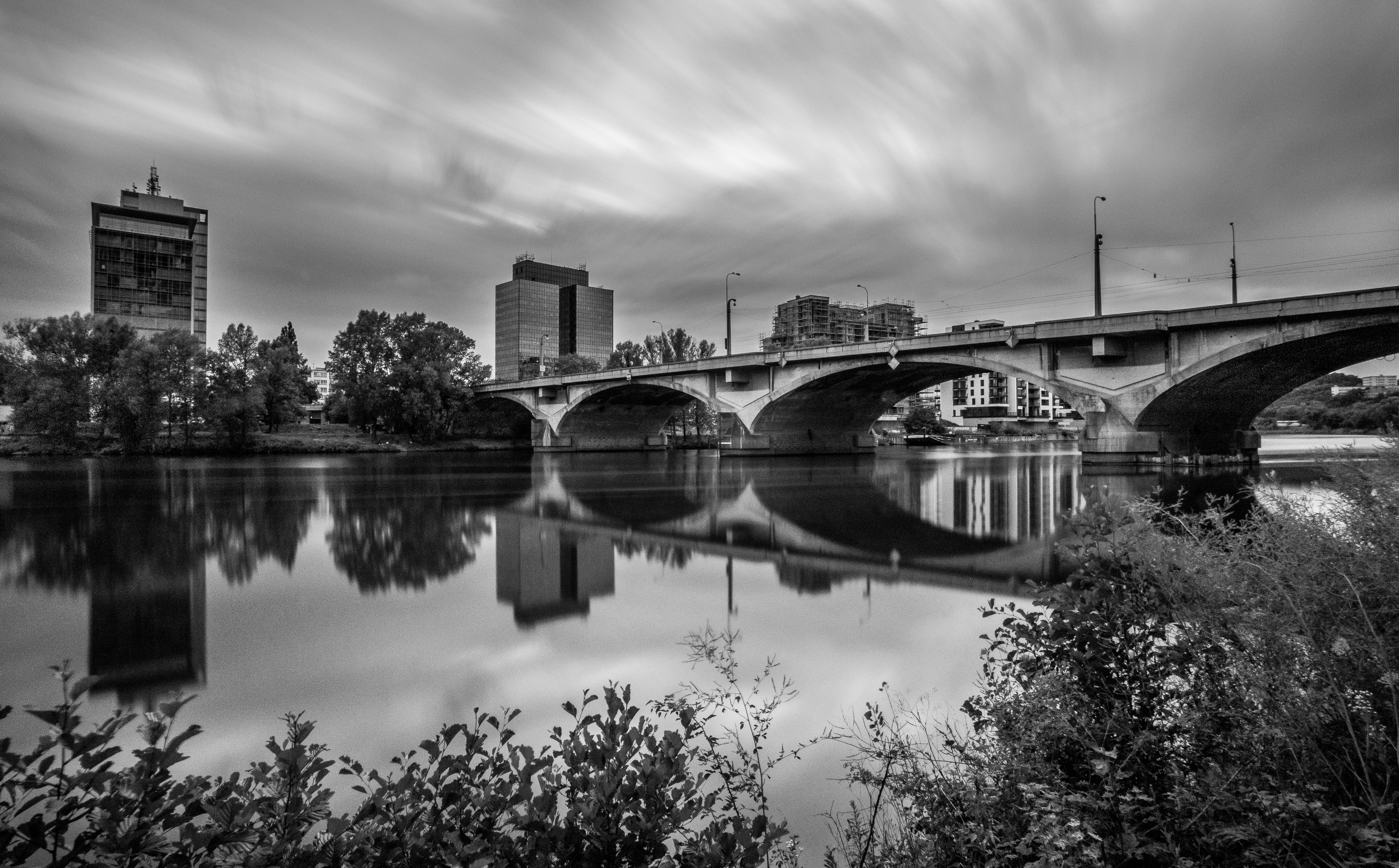
Vue récente du pont avec des immeubles récents à l'arrière plan.

Le pont de Libeň est un pont sur la Vltava à Prague reliant le quartier de Holešovice au quartier de Libeň. C'est le quinzième pont de Prague sur la Vltava dans le sens aval. Il est pourvu de deux chaussées automobiles et d'une ligne de tramway à deux voies. Le pont comporte six arches, il est le plus long pont de Prague. Conçu par l'architecte tchèque Pavel Janák, il est un exemple d'architecture d'avant-garde du fonctionnalisme et du cubisme tchèque. 
L'architecte tchèque Vít Máslo a estimé, dans le magazine tchèque Reflex, que le pont de Libeň était le seul pont cubiste au monde.

## Histoire

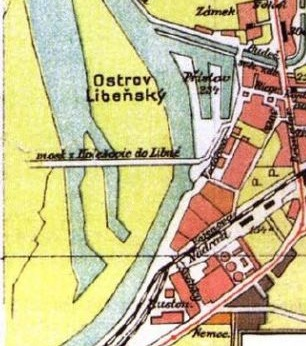
Plan de Libeň de 1879 complété au début du 20e siècle.

Un ancien pont en bois était situé à l'emplacement du pont actuel. En 1903 M. Soukupa propose de le remplacer. Un pont provisoire a donc été dressé sur les terrains appartenant au Théâtre national.

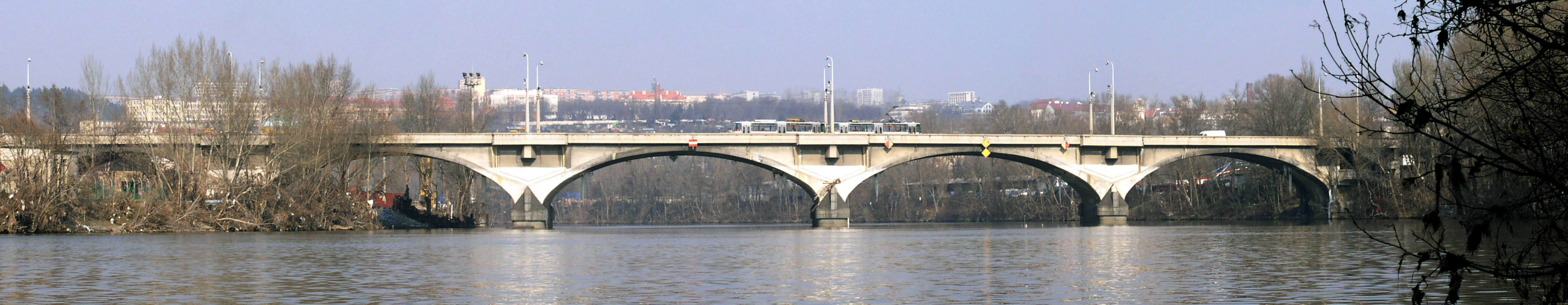
Panorama du pont de Libeň en 2003.

Le pont a été ouvert au public 29 octobre 1928 pour le 10e anniversaire de la République tchécoslovaque. À son inauguration il reçut le nom de Most Baxův, du nom du maire de Prague, Karel Bax. Cependant, ce nom n'a pas été communément utilisé et il est donc plus connu sous le nom de pont de Libeň. Le 9 mai 1950, il a été renommé Stalingradský most, pont de Stalingrad, nom qui est resté jusqu'en 1962.
Le pont de Libeň a été légèrement endommagé lors des inondations de 2002 à Prague. La surface en béton avait été décapée lors de la crue de 2002 probablement à cause de la présence d'agents corrosif dans l'eau, de ce fait la surface était très propre. 
La ligne de tramway qui passe sur le pont a été reconstruite plusieurs fois, la dernière fois en 2012.
En avril 2004, l’Institut national du patrimoine (Národní památkový ústav) a proposé de classer ce pont ainsi que le cimetière juif de Libeň, qui a été enseveli lors de la construction du pont, comme monument culturel mais la demande a été rejetée alors que la mairie de Prague avait déjà pour projet de le restaurer ou de le remplacer. 
En 2016, Adam Scheinherr, à la tête de l'« Initiative pour la préservation du pont de Libeň » (Libeňský most nebourat), soumet une nouvelle demande de classement du pont après du ministère de la Culture. Après examen de la demande, le ministère de la Culture décide en février 2018 de ne pas classer le pont. En avril 2018, l'Institut national du patrimoine et l'association Prazdné domy déposent un recours contre cette décision.
En janvier 2018, la circulation sur le pont est interdite à la suite de la découverte de faiblesses menaçant la stabilité d'une partie du pont. La circulation des trams reprend à nouveau quelques semaines plus tard mais à allure réduite.
Le 24 avril 2018, la mairie de Prague présente son projet de remplacement du pont par un nouveau. La proposition de démolition du pont de Libeň est soumise au conseil de Prague par le maire adjoint Petr Dolínek. Le public réagit en appelant à bloquer le pont et en demandant des audiences à la municipalité.
Après les élections municipales de Prague de 2018 (en), la nouvelle équipe municipale, comprenant Adam Scheinherr comme maire adjoint chargé des infrastructures, annonce le lancement d'une étude en vue de la réparation du pont.

## Description de l'ouvrage
Le pont de Libeň est un pont en béton armé et a été construit selon les plans des architectes Pavel Janák et František Mencl. František Mencl a conçu les arches et Václav Dašek le tablier. La conception architecturale a été attribuée au bureau d'étude de Pavel Janák. L'entrepreneur du bâtiment était l'entreprise Piták. Les structures en béton armé et les piles du pont ont été réalisées par M. Hlava, M. Kratochvíl et M. Skorkovský.
Le pont est constitué de 6 parties :
- La partie principale, d'une longueur totale de 295,82 m, comprend cinq arches à triple voûtes en béton (28 m, 38,5 m, 2 × 42,8 m et 38,5 m), complétés par une trémie d'escalier et trois structures à ossature en béton armé côté île de Libeň et coté Holešovice.
- Un pont en acier à deux pôles d'une longueur totale de 42,8 m.
- Un pont en béton d'une longueur de 6,2 m.
- Un pont à ossature en béton armé d'une longueur de 13,4 m.
- Une partie en béton de 115,52 m de long avec une arche à triple voûte de 48 m de long. Cette partie constitue ainsi le plus long pont en béton brut d'Europe. C'est aussi cette partie qui est réputée dans le monde pour le style architectural cubiste de l'architecte Pavel Janák. Il est prolongé d'une trémie d'escalier aux deux extrémités ce qui ajoute à sa longueur.
- Un pont plus récent en poutres précontraintes datant de 1971 au-dessus de la rue Voctářova.

L'ouvrage total mesure 780 m, ce qui en fait le plus long pont routier sur la Vltava à Prague.
Contrairement aux ponts plus anciens construits avec une largeur de 16 m, celui ci offre une largeur de 21 m et la voie de tram y est présente dès l'ouverture. Les voies pour le transport routier ont une largeur de 4,2 m, les trottoirs, de 3,25 m de largeur, sont en partie situés sur les encorbellements.
L'architecte Petr Janak avait délaissé le style cubiste en 1913, bien avant la construction du pont, ce qui permet à certains d'affirmer que ce pont n'est pas cubiste. Cependant, de par sa forme, ses arches, ses piliers, ses consoles et ses escaliers, ce pont a été qualifié de cubiste et sa renommée mondiale s'est faite en tant qu'exemple de l'architecture cubiste.